# مانوج تيواري
مانوج تيواري (بالهندية: मनोज तिवारी؛ بالإنجليزية: Manoj Tiwari) هو سياسي ومغني ومخرج وممثل هندي، ولد في 1 فبراير 1971 في كايمور في الهند.

## أعمال

### أفلام
- (2010) هيللو دارلينغ

## وصلات خارجية
- الموقع الرسمي
- مانوج تيواري على موقع IMDb (الإنجليزية)
- مانوج تيواري على موقع ميوزك برينز (الإنجليزية)
- مانوج تيواري على موقع قاعدة بيانات الفيلم (الإنجليزية)
- مانوج تيواري على موقع كينوبويسك (الروسية)